# Відпал гомогенізувальний
Гомогенізувальний (дифузійний) відпал — відпал І роду, який застосовують для зменшення неоднорідності хімічного складу зливків і великих виливків сплавів, зумовленої дендритною ліквацією, мікросегрегацією.
Вироби нагрівають до високої температури (наприклад для сталей 1100…1200 ºС), що забезпечує високу швидкість дифузії, тривалий час (10…20 год) витримують при цій температурі для дифузійного (звідси назва — дифузійний) вирівнювання хімічного складу (звідси назва — гомогенізувальний) в межах дендритів й повільно охолоджують разом з піччю. Недоліком цього відпалу є утворення грубозернистої структури, яка окрихчує сплав і для усунення якої потрібно провести відпал ІІ роду на дрібне зерно.
Дифузійний (високий) відпал (інакше – гомогенізація) –  використовують для сталей, у яких різко виражена неоднорідність хімічного кладу. При високих температурах (1100..1150°С з витримкою 10…15 годин та подальшим повільним охолодженням у печі) вирівнювання хімічного складу проходить за коротший проміжок часу, але при цьому значно збільшується розмір зерна, а відповідно погіршуються механічні властивості сталі. Тому після дифузійного відпалу рекомендують виконувати повний відпал. 